# Kelsale
Kelsale är en by i civil parish Kelsale cum Carlton, i distriktet East Suffolk, i grevskapet Suffolk i England. År 1885 blev den en del av den då nybildade Kelsale cum Carlton. Parish hade 973 invånare år 1881. Byn nämndes i Domedagsboken (Domesday Book) år 1086, och kallades då Carashalla/Kereshalla/Cheres(s)ala/Chylesheala/Keleshala/Kireshala.